# Bulbophyllum plumatum
Bulbophyllum plumatum är en orkidéart som beskrevs av Oakes Ames. Bulbophyllum plumatum ingår i släktet Bulbophyllum och familjen orkidéer. Inga underarter finns listade i Catalogue of Life.

## Bildgalleri

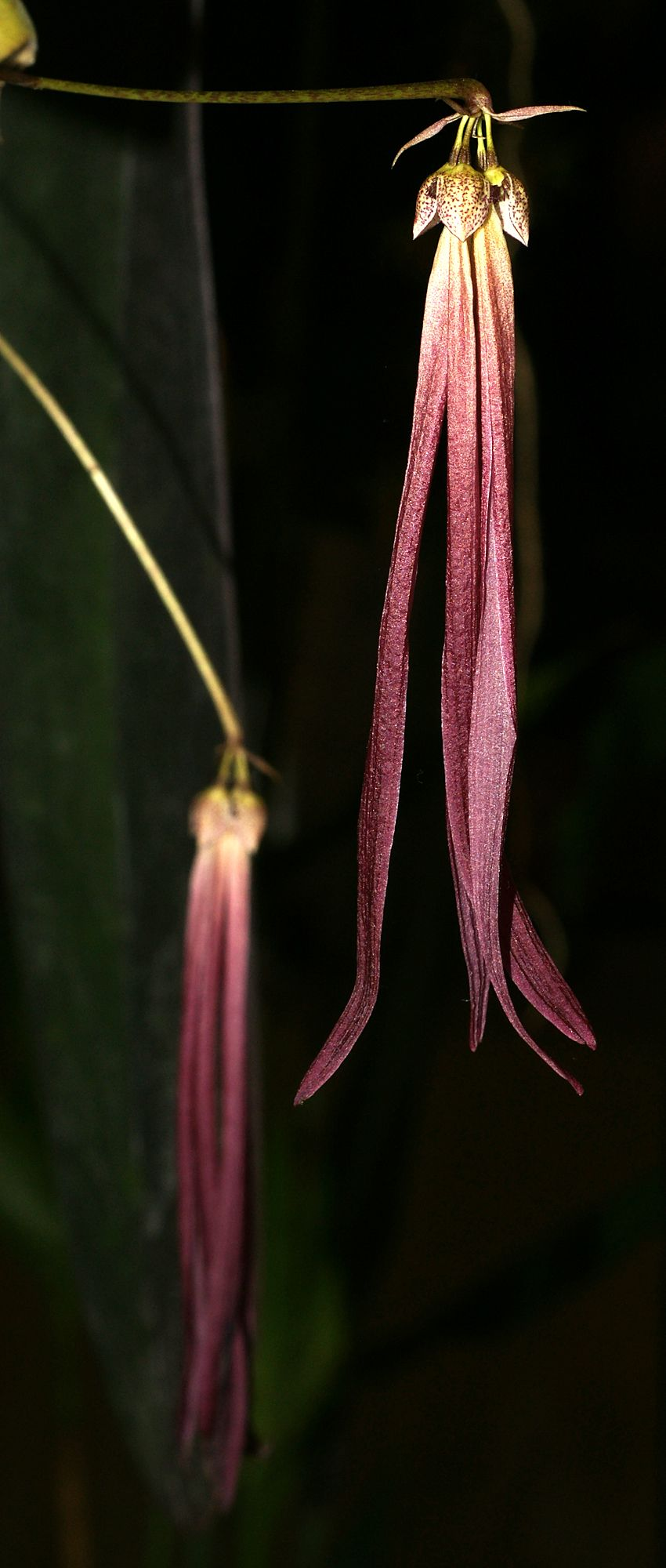